# Czaplowizna
Czaplowizna – kolonia wsi Szynkarzyzna w Polsce, położona w województwie mazowieckim, w powiecie węgrowskim, w gminie Sadowne.
Rozpościera się na południe od Szynkarzyzny.
Na południowy wschód od Czaplowizny znajduje się osada leśna Czaplowizna-Gajówka.
W latach 1975–1998 miejscowość administracyjnie należała do województwa siedleckiego.